# ルーシー・ハンナ
ルーシー・ハンナ（Lucy Hannah、旧姓テレル〈Terrell〉およびブラウン〈Brown〉、（有力な説では1895年8月12日〈戸籍上では1875年7月16日〉- 1993年3月21日）は、かつて世界で2番目の長寿とされたアメリカ合衆国の黒人女性。

## 来歴
ソロモン・テレル(1853年～没年不詳)とサリー・エドワーズ(1855年～1913年)の娘として、アラバマ州リンデンに生まれる。成人後、ブラウン某と結婚するも死別。1943年10月1日、デトロイト在住のトラック運転手のフレッド・ハンナと再婚する。1993年3月21日、ミシガン州にて死去。ハンナの2人の姉妹は100歳まで存命であり、母は99歳まで存命だった。
なお、生前の彼女の確かな写真は見つかっておらず、遺族の有無や消息も不明である。

## 長寿記録
2003年、社会保障局における社会保障身体障害保険（Social Security Disability Insurance / SSDI）の記録より、ハンナの年齢が長寿研究者から注目を集めた。加えて、1880年の国勢調査において、4歳の黒人女児「ルーシー・テレル」の記録が存在した事から、ハンナの117歳248日の没年齢が、2003年9月9日にジェロントロジー・リサーチ・グループ（GRG）によって認定された。
死没時にはアウグスタ・ホルツ（115歳79日没）の年齢を上回り、アメリカにおける史上最高齢の人物とされた。同時に、（ハンナより5カ月年長とされた）ジャンヌ・カルマンに次ぐ人類史上2番目の長寿記録保持者とみなされた。

## 疑義
2015年、結婚記録などの新資料が判明して以降、以下の疑問点が挙がった。
- 前述の1880年の国勢調査はマレンゴ郡であり、しかも「ルーシー」の祖父母の記録は有るが、両親の記録は無い[4]
- 一方、ルーシー・ハンナの出身地であるエルモア郡における同年の国勢調査には、ソルおよびサリー・テレル（「Terrill」と誤記）夫妻、並びに3人の子供の記録が存在するが、「ルーシー」の名前は無い
  - 故に、マレンゴ郡の「ルーシー・テレル」は同姓同名の別人と考えられる
- 1930年の国勢調査では、ルーシー・ブラウン（最初の夫の姓）は36歳と記録されている
- 1943年のオハイオ州の結婚記録では、ルーシー・ブラウンは1895年8月12日生まれと記載されている[1][注釈 2]

2020年12月、GRG理事のロバート・ヤングおよび同管理者のヴァツワフ・ヤン・クロチェクによって、ルーシー・ハンナの117歳没の認定が取り下げられた。これにより、同年末時点でのアメリカ史上2番目の長寿者はスザンナ・マシャット・ジョーンズ、黒人の歴代最長寿者はヴァイオレット・ブラウンとなった。